# Colli di Rimini Cabernet Sauvignon riserva
Il Colli di Rimini Cabernet Sauvignon riserva è un vino DOC la cui produzione è consentita nella provincia di Rimini.

## Caratteristiche organolettiche
- colore: rosso rubino, talvolta carico
- odore: caratteristico, etereo, gradevolmente erbaceo
- sapore: asciutto, pieno, armonico, talvolta lievemente tannico

## Produzione
Provincia, stagione, volume in ettolitri
- nessun dato disponibile